# Brolio
Brolio is een plaats (frazione) in de Italiaanse gemeente Castiglion Fiorentino, provincie Arezzo, en telt ongeveer 362 inwoners.